# Jack
Jack [ˈd͡ʒæk] ist ein englischer Vorname und Familienname.

## Herkunft und Bedeutung
Jack wird als eigenständige Variante oder als Kurzform des Namens John (deutsch Johannes) gebraucht.
Die Entwicklung von John zu Jack vollzog sich über die mittelalterliche Verkleinerungsformen Jenkin und Jankin („kleiner John“).

## Verbreitung
Im Mittelalter war der Name Jack im englischen Sprachraum sehr verbreitet und entwickelte sich so zu einer umgangssprachlichen Bezeichnung für „Mann“.
Auch heute gehört der Name in weiten Teilen der englischsprachigen Welt zu den beliebtesten Jungennamen. Darüber hinaus erfreut Jack sich auch in den Niederlanden großer Popularität. Der Vorname ist außerdem in den skandinavischen Ländern Dänemark und Norwegen beliebt. Auch in Schweden wird er seit den späten 2000er Jahren häufig vergeben.
Jack ist in Belgien seit 2010 in der Liste der beliebten Namen zu finden, er wurde von 1995 bis 2022 circa 2600 Mal vergeben. Der Name wurde in Frankreich im Zeitraum von 1930 bis 2022 rund 12.000 Mal als Jungenname gewählt und zählte zwischen 1930 und 1951 zu den populären Namen. Bei den Polen kommt er seit 2000 zwar fast alljährlich vor, aber im geringen Volumen.
In Deutschland ist der Name Jack mäßig beliebt, er wird jedoch seit 1930 regelmäßig vergeben, in den letzten 10 Jahren rund 2000 Mal. Er wird vor allem in Sachsen-Anhalt vergeben. In Österreich kommt er gelegentlich vor, dahingegen wurde Jack in der Schweiz seit den 1930er Jahren fast jedes Jahr in der Namensgebung berücksichtigt, und zwar von 1930 bis 2022 etwa 830 Mal.

## Varianten
Eine Variante von Jack ist Jake. Als Diminutiv wird Jackie verwendet.
Für weitere Varianten siehe Johannes bzw. Jakob

## Namensträger

### Vorname
- Jack (* 1997), vietnamesischer Popsänger und Rapper
- Jack the Ripper, vermutetes Pseudonym eines englischen Serienmörders im Jahre 1888
- Jack the Stripper, „Spitzname“ eines englischen Serienmörders in den Jahren 1964/65

- Jack Alcott (* 1999), US-amerikanischer Schauspieler

- Jack Barsky (* 1949), deutsch-amerikanischer KGB-Spion
- Jack Black (* 1969), US-amerikanischer Schauspieler, Komiker und Sänger
- Jack Brewer (1918–2003), US-amerikanischer Baseballspieler
- Jack Christiansen (1928–1986), US-amerikanischer American-Football-Spieler und -Trainer
- Jack Cropp (1927–2016), neuseeländischer Segler, Olympiasieger
- Jack Cutmore-Scott (* 1987), britischer Schauspieler
- Jack Daniel (* 1846), eigentlich Jasper Newton Daniel, Gründer der gleichnamigen Whiskeymarke
- Jack Dorsey (* 1976), Erfinder des Nachrichtendienstes Twitter
- Jack D. Dunitz (1923–2021), britischer Chemiker
- Jack Ernst (1889–1968), US-amerikanischer American-Football-Spieler
- Jack Grealish (* 1995), englisch-irischer Fußballspieler
- Jack Ham (* 1948), US-amerikanischer American-Football-Spieler
- Jack Harrison (* 1996), englischer Fußballspieler
- Jack Hawkins (1910–1973), britischer Schauspieler
- Jack Johnson (* 1975), US-amerikanischer Musiker, Filmregisseur und Surfer
- Jack Kerouac (1922–1969), US-amerikanischer Schriftsteller
- Jack Klotz (1932–2020), US-amerikanischer American-Football-Spieler
- Jack Lang (1876–1975), australischer Politiker, Premierminister von New South Wales
- Jack Lang (* 1939), französischer Politiker, Minister
- Jack Lemmon (1925–2001), US-amerikanischer Schauspieler
- Jack Lewis (1924–2009), US-amerikanischer Journalist, Schriftsteller und Drehbuchautor
- Jack Lewis, Baron Lewis of Newnham (1928–2014), britischer Chemiker und Politiker
- Jack Lewis († 2011), US-amerikanischer Musikproduzent
- Jack London (1876–1916), US-amerikanischer Schriftsteller
- Jack London (1905–1966), britischer Leichtathlet, Medaillengewinner bei Olympia
- Jack Manders (1909–1977), US-amerikanischer American-Football-Spieler
- Jack Mylong-Münz (1892–1975), deutsch-russisch-US-amerikanischer Schauspieler und Drehbuchautor
- Jack Nicholson (* 1937), US-amerikanischer Schauspieler
- Jack Rosenthal (1931–2004), britischer Dramatiker und Drehbuchautor
- Jack Rummel (1939–2025), US-amerikanischer Ragtime- und Jazz-Musiker
- Jack Salter (* 1987), britischer Pokerspieler
- Jack Scott (1936–2019), kanadischer Musiker
- Jack Sinclair (* 1990), britischer Pokerspieler
- Jack Six (1930–2015), US-amerikanischer Jazz-Bassist
- Jack Straw (* 1946), britischer Justizminister und ehemaliger Außenminister
- Jack Unterweger (1950–1994), österreichischer Serienmörder
- Jack Vance (1916–2013), US-amerikanischer Schriftsteller
- Jack White (* 1940), deutscher Musikproduzent

weitere:
- Jack († 1890), südafrikanischer Bärenpavian

### Familienname
- Albert Jack (1856–1935), deutscher Architekt
- Alister Jack (* 1963), schottischer Politiker
- Andrew Jack (1944–2020), britischer Dialekttrainer und Schauspieler
- Andrew Jack (Zensor), Hauptzensor von Neuseeland
- Andrew Keith Jack (1885–1966), australischer Physiker
- Badou Jack (* 1983), schwedisch-gambischer Boxer
- Barnaby Jack (1977–2013), neuseeländischer Hacker
- Beau Jack (19212000), US-amerikanischer Boxer
- Belinda Jack, britische Literaturwissenschaftlerin
- Brian Jack (* 1988), US-amerikanischer Politiker
- Chris Jack (* 1978), neuseeländischer Rugbyspieler
- David Jack (1898–1958), englischer Fußballspieler und -trainer
- David Emmanuel Jack (1918–1998), vincentischer Politiker
- Fritz Jack (1879–1966), deutscher Fechter
- Jarrett Jack (* 1983), US-amerikanischer Basketballspieler
- Joel Jack (* 2001), vincentischer Fußballspieler
- John Jack (Fußballspieler) (1932–1988), schottischer Fußballspieler
- John Jack (Musiker) (1933–2017), britischer Musiker
- Joseph Bernhard Jack (1818–1901), deutscher Botaniker
- Just Jack (eigentlich Jack Allsopp; * 1976), englischer Musiker
- Kelvin Jack (* 1976), Fußballtorwart aus Trinidad und Tobago
- Laurence Jack (* 1968), vanuatuischer Leichtathlet
- Mariam Jack-Denton (* 1955), gambische Politikerin
- Mathias Jack (* 1969), deutscher Fußballspieler
- Myles Jack (* 1995), US-amerikanischer American-Football-Spieler
- Nawal El Jack (* 1988), sudanesische Sprinterin
- Robert Jack (Physiker) (1877–1957), schottischer Physiker und Radiopionier
- Robert Logan Jack (1845–1921), australischer Geologe
- Ronald D. S. Jack (1941–2016), britischer Anglist und Mediävist
- Ryan Jack (* 1992), schottischer Fußballspieler
- Shayna Jack (* 1998), australische Schwimmerin
- Sinead Jack (* 1993), Volleyballspielerin aus Trinidad und Tobago
- Summers Melville Jack (1852–1945), US-amerikanischer Politiker
- William Jack (Politiker, 1788) (1788–1852), US-amerikanischer Politiker
- William Jack (Botaniker) (1795–1822), schottischer Botaniker
- William Jack (Mathematiker) (1834–1924), schottischer Mathematiker
- William Jack (Politiker, 1892) (1892–1982), australischer Politiker
- William Jack (Leichtathlet) (1930–2008), britischer Sprinter
- William Brydone Jack (1817–1886), kanadischer Mathematiker und Astronom
- William Houston Jack (1806–1844), US-amerikanischer Politiker